# قائمة قرارات مجلس الأمن التابع للأمم المتحدة من 2301 إلى 2400
هذه قائمة قرارات مجلس أمن الأمم المتحدة رقم 2301 إلى 2400 المعتمدة في الفترة بين 26 يوليو 2016 و5 فبراير 2018.

## القائمة
| القرارات    | التاريخ        | التصويت                                                         | الاهتمامات |
| ----------- | -------------- | --------------------------------------------------------------- | --- |
| 2301        | 26 يوليو 2016  | 15-0-0                                                          | الحالة في جمهورية أفريقيا الوسطى |
| 2302        | 29 يوليو 2016  | 15-0-0                                                          | تقارير الأمين العام عن السودان و جنوب السودان                                                                                          |
| 2303        | 29 يوليو 2016  | 11-0-4 (الامتناع عن التصويت؛ أنغولا، الصين، مصر، فنزويلا)       | الوضع في بوروندي |
| 2304        | 12 أغسطس 2016  | 11-0-4 (امتناع عن التصويت؛ الصين، مصر، الاتحاد الروسي، فنزويلا) | تقارير الأمين العام عن السودان و جنوب السودان                                                                                          |
| 2305        | 30 أغسطس 2016  | 15-0-0                                                          | الوضع في الشرق الأوسط (اليونيفيل) |
| 2306        | 6 سبتمبر 2016  | 15-0-0                                                          | المحكمة الدولية - يوغوسلافيا |
| 2307        | 13 سبتمبر 2016 | 15-0-0                                                          | رسالتان متطابقتان مؤرختان 19 يناير 2016 موجهتان إلى الأمين العام وإلى رئيس مجلس الأمن من الممثل الدائم لكولومبيا لدى الأمم المتحدة     |
| 2308        | 14 سبتمبر 2016 | 15-0-0                                                          | الحالة في ليبيريا |
| (2016) 2309 | 22 سبتمبر 2016 | 15-0-0                                                          | التهديدات للسلم والأمن الدوليين الناجمة عن الأعمال الإرهابية: أمن الطيران                                                              |
| 2310        | 23 سبتمبر 2016 | 14-0-1 (الامتناع عن التصويت؛ مصر)                               | صون السلام والأمن الدوليين |
| 2311        | 6 أكتوبر 2016  | 15-0-0                                                          | توصية بتعيين أنطونيو غوتيريس الأمين العام للأمم المتحدة                                                                                |
| 2312        | 6 أكتوبر 2016  | 14-0-1 (الامتناع عن التصويت؛ فنزويلا)                           | صون السلام والأمن الدوليين |
| 2313        | 13 أكتوبر 2016 | 15-0-0                                                          | بعثة الأمم المتحدة لتحقيق الاستقرار في هايتي                                                                                           |
| (2016) 2314 | 31 أكتوبر 2016 | 15-0-0                                                          | الوضع في الشرق الأوسط (سوريا) |
| (2016) 2315 | 8 نوفمبر 2016  | 15-0-0                                                          | الوضع في البوسنة والهرسك |
| (2016) 2316 | 9 نوفمبر 2016  | 15-0-0                                                          | الوضع في الصومال |
| (2016) 2317 | 10 نوفمبر 2016 | 10-0-5 (ممتنعون؛ أنغولا، الصين، مصر، الاتحاد الروسي، فنزويلا)   | الوضع في الصومال |
| (2016) 2318 | 15 نوفمبر 2016 | 15-0-0                                                          | تقارير الأمين العام عن السودان و جنوب السودان                                                                                          |
| (2016) 2319 | 17 نوفمبر 2016 | 15-0-0                                                          | الوضع في الشرق الأوسط (سوريا) |
| (2016) 2320 | 18 نوفمبر 2016 | 15-0-0                                                          | التعاون بين الأمم المتحدة والمنظمات الإقليمية ودون الإقليمية في صون السلام والأمن الدوليين                                             |
| (2016) 2321 | 30 نوفمبر 2016 | 15-0-0                                                          | عدم الانتشار / جمهورية كوريا الشعبية الديمقراطية                                                                                       |
| (2016) 2322 | 12 ديسمبر 2016 | 15-0-0                                                          | التهديدات للسلم والأمن الدوليين الناجمة عن الأعمال الإرهابية                                                                           |
| (2016) 2323 | 13 ديسمبر 2016 | 15-0-0                                                          | الوضع في ليبيا |
| (2016) 2324 | 14 ديسمبر 2016 | 15-0-0                                                          | تحية إلى الأمين العام المنتهية ولايته                                                                                                  |
| (2016) 2325 | 15 ديسمبر 2016 | 15-0-0                                                          | عدم انتشار أسلحة الدمار الشامل |
| (2016) 2326 | 15 ديسمبر 2016 | 15-0-0                                                          | تقارير الأمين العام عن السودان وجنوب السودان                                                                                           |
| (2016) 2327 | 16 ديسمبر 2016 | 15-0-0                                                          | تقارير الأمين العام عن السودان وجنوب السودان                                                                                           |
| (2016) 2328 | 19 ديسمبر 2016 | 15-0-0                                                          | الوضع في الشرق الأوسط (سوريا) |
| (2016) 2329 | 19 ديسمبر 2016 | 15-0-0                                                          | المحكمة الدولية لمحاكمة رد المسؤولينمن الانتهاكات الجسيمة للقانون الإنساني الدولي التي ارتكبت في إقليم يوغوسلافيا السابقة منذ عام 1991 |
| (2016) 2330 | 19 ديسمبر 2016 | 15-0-0                                                          | الوضع في الشرق الأوسط |
| (2016) 2331 | 20 ديسمبر 2016 | 15-0-0                                                          | صون السلام والأمن الدوليين |
| (2016) 2332 | 21 ديسمبر 2016 | 15-0-0                                                          | الوضع في الشرق الأوسط (سوريا) |
| (2016) 2333 | 23 ديسمبر 2016 | 12-0-3 (امتناع عن التصويت؛ فرنسا، روسيا، المملكة المتحدة)       | بعثة الأمم المتحدة في ليبريا |
| 2334        | 23 ديسمبر 2016 | 14-0-1 (الامتناع عن التصويت؛ الولايات المتحدة)                  | الحالة في الشرق الأوسط (المستوطنات الإسرائيلية)                                                                                        |
| (2016) 2335 | 30 ديسمبر 2016 | 15-0-0                                                          | الوضع في العراق |
| (2016) 2336 | 31 ديسمبر 2016 | 15-0-0                                                          | الوضع في الشرق الأوسط (سوريا) |
| 2337        | 19 يناير 2017  | 15-0-0                                                          | حل الأزمة الدستورية قي غامبيا التي أعقبت الانتخابات الرئاسية الغامبية في عام 2016                                                      |
| (2017) 2338 | 26 يناير 2017  | 15-0-0                                                          | الوضع في قبرص |
| (2017) 2339 | 27 يناير 2017  | 15-0-0                                                          | الوضع في جمهورية أفريقيا الوسطى |
| (2017) 2340 | 8 فبراير 2017  | 15-0-0                                                          | تمديد الولاية لعقوبات مراقبة فريق الخبراء في دارفور، السودان                                                                           |
| (2017) 2341 | 13 فبراير 2017 | 15-0-0                                                          | دعوة الدول الأعضاء إلى معالجة التهديدات ضد البنية التحتية الحيوية                                                                      |
| (2017) 2342 | 23 فبراير 2017 | 15-0-0                                                          | تجديد العقوبات على اليمن |
| (2017) 2343 | 23 فبراير 2017 | 15-0-0                                                          | الحالة في غينيا |
| (2017) 2344 | 17 مارس 2017   | 15-0-0                                                          | الوضع في أفغانستان |
| (2017) 2345 | 23 مارس 2017   | 15-0-0                                                          | عدم الانتشار / جمهورية كوريا الشعبية الديمقراطية                                                                                       |
| (2017) 2346 | 23 مارس 2017   | 15-0-0                                                          | الوضع في الصومال |
| (2017) 2347 | 24 مارس 2017   | 15-0-0                                                          | صون السلام والأمن الدوليين |
| (2017) 2348 | 31 مارس 2017   | 15-0-0                                                          | الحالة المتعلقة جمهورية الكونغو الديمقراطية                                                                                            |
| (2017) 2349 | 31 مارس 2017   | 15-0-0                                                          | السلام والأمن في أفريقيا |
| (2017) 2350 | 13 أبريل 2017  | 15-0-0                                                          | هايتي |
| (2017) 2351 | 28 أبريل 2017  | 15-0-0                                                          | الوضع في الصحراء الغربية |
| (2017) 2352 | 15 مايو 2017   | 15-0-0                                                          | تقارير الأمين العام عن السودان وجنوب السودان                                                                                           |
| (2017) 2353 | 24 مايو 2017   | 15-0-0                                                          | تقارير الأمين العام عن السودان وجنوب السودان                                                                                           |
| (2017) 2354 | 24 مايو 2017   | 15-0-0                                                          | التهديدات للسلم والأمن الدوليين الناجمة عن الأعمال الإرهابية                                                                           |
| (2017) 2355 | 26 مايو 2017   | 15-0-0                                                          | الوضع في الصومال |
| (2017) 2356 | 2 يونيو 2017   | 15-0-0                                                          | العقوبات ضد جمهورية كوريا الشعبية الديمقراطية                                                                                          |
| (2017) 2357 | 12 يونيو 2017  | 15-0-0                                                          | الوضع في ليبيا |
| (2017) 2358 | 14 يونيو 2017  | 15-0-0                                                          | الوضع في الصومال |
| (2017) 2359 | 21 يونيو 2017  | 15-0-0                                                          | السلام والأمن في أفريقيا |
| (2017) 2360 | 21 يونيو 2017  | 15-0-0                                                          | الحالة المتعلقة جمهورية الكونغو الديمقراطية                                                                                            |
| (2017) 2361 | 29 يونيو 2017  | 15-0-0                                                          | الوضع في الشرق الأوسط |
| (2017) 2362 | 29 يونيو 2017  | 15-0-0                                                          | الوضع في ليبيا |
| (2017) 2363 | 29 يونيو 2017  | 15-0-0                                                          | تقارير الأمين العام عن السودان وجنوب السودان                                                                                           |
| (2017) 2364 | 29 يونيو 2017  | 15-0-0                                                          | الحالة في مالي |
| (2017) 2365 | 30 يونيو 2017  | 15-0-0                                                          | صون السلام والأمن الدوليين: الأعمال المتعلقة بالألغام                                                                                  |
| (2017) 2366 | 10 يوليو 2017  | 15-0-0                                                          | رسائل متطابقة مؤرخة في 19 يناير 2016 من الممثل الدائم كولومبيا إلىالأمم المتحدة موجهة إلى الأمين العام ورئيس مجلس الأمن                |
| (2017) 2367 | 14 يوليو 2017  | 15-0-0                                                          | الوضع بشأن العراق |
| (2017) 2368 | 20 يوليو 2017  | 15-0-0                                                          | التهديدات للسلم والأمن الدوليين الناجمة عن الأعمال الإرهابية                                                                           |
| (2017) 2369 | 27 يوليو 2017  | 15-0-0                                                          | الحالة في قبرص، قوة الأمم المتحدة لحفظ السلام في قبرص                                                                                  |
| (2017) 2370 | 2 أغسطس 2017   | 15-0-0                                                          | تهديدات السلام والأمن الدوليين الناجمة عن الأعمال الإرهابية - منع الإرهابيين من الحصول على الأسلحة                                     |
| (2017) 2371 | 5 أغسطس 2017   | 15-0-0                                                          | العقوبات ضد جمهورية كوريا الشعبية الديمقراطية                                                                                          |
| (2017) 2372 | 30 أغسطس 2017  | 15-0-0                                                          | الوضع في الصومال |
| (2017) 2373 | 30 أغسطس 2017  | 15-0-0                                                          | الوضع في الشرق الأوسط |
| (2017) 2374 | 5 سبتمبر 2017  | 15-0-0                                                          | الوضع في مالي |
| 2375        | 11 سبتمبر 2017 | 15-0-0                                                          | عدم الانتشار / جمهورية كوريا الشعبية الديمقراطية                                                                                       |
| (2017) 2376 | 14 سبتمبر 2017 | 15-0-0                                                          | الوضع في ليبيا |
| (2017) 2377 | 14 سبتمبر 2017 | 15-0-0                                                          | رسالتان متطابقتان مؤرختان 19 يناير 2016 موجهتان إلى الأمين العام وإلى رئيس مجلس الأمن من الممثل الدائم لكولومبيا لدى الأمم المتحدة.    |
| (2017) 2378 | 20 سبتمبر 2017 | 15-0-0                                                          | عمليات الأمم المتحدة لحفظ السلام |
| (2017) 2379 | 21 سبتمبر 2017 | 15-0-0                                                          | التهديدات للسلم والأمن الدوليين (تنفيذ فريق التحقيق في العراق)                                                                         |
| (2017) 2380 | 5 أكتوبر 2017  | 15-0-0                                                          | صون السلام والأمن الدوليين (ليبيا) |
| (2017) 2381 | 5 أكتوبر 2017  | 15-0-0                                                          | تجديد وتوسيع بعثة الأمم المتحدة في كولومبيا                                                                                            |
| 2382        | 6 نوفمبر 2017  | 15-0-0                                                          | عمليات الأمم المتحدة لحفظ السلام |
| 2383        | 6 نوفمبر 2017  | 15-0-0                                                          | الوضع في الصومال |
| 2384        | 7 نوفمبر 2017  | 15-0-0                                                          | الوضع في البوسنة والهرسك |
| 2385        | 14 نوفمبر 2017 | 11-0-4 (الامتناع: بوليفيا، الصين، مصر، روسيا)                   | الوضع في الصومال |
| 2386        | 15 نوفمبر 2017 | 15-0-0                                                          | تقارير الأمين العام عن السودان و جنوب السودان                                                                                          |
| 2387        | 15 نوفمبر 2017 | 15-0-0                                                          | الوضع في جمهورية أفريقيا الوسطى |
| 2388        | 21 نوفمبر 2017 | 15-0-0                                                          | صون السلام والأمن الدوليين |
| 2389        | 8 ديسمبر 2017  | 15-0-0                                                          | الحالة في منطقة منطقة البحيرات الكبرى.                                                                                                 |
| 2390        | 8 ديسمبر 2017  | 15-0-0                                                          | الوضع بشأن العراق |
| 2391        | 8 ديسمبر 2017  | 15-0-0                                                          | السلام والأمن في أفريقيا. |
| 2392        | 14 ديسمبر 2017 | 15-0-0                                                          | تقارير الأمين العام عن السودان و جنوب السودان                                                                                          |
| (2017) 2393 | 19 ديسمبر 2017 | 12-0-3 (امتناع عن التصويت: بوليفيا، الصين، روسيا)               | الوضع في الشرق الأوسط (سوريا) |
| (2017) 2394 | 21 ديسمبر 2017 | 15-0-0                                                          | الوضع في الشرق الأوسط |
| (2017) 2395 | 21 ديسمبر 2017 | 15-0-0                                                          | التهديدات للسلم والأمن الدوليين الناجمة عن الأعمال الإرهابية                                                                           |
| (2017) 2396 | 21 ديسمبر 2017 | 15-0-0                                                          | التهديدات للسلم والأمن الدوليين الناجمة عن الأعمال الإرهابية                                                                           |
| 2397        | 21 ديسمبر 2017 | 15-0-0                                                          | عدم الانتشار / جمهورية كوريا الديمقراطية الشعبية                                                                                       |
| (2018) 2398 | 30 يناير 2018  | 15-0-0                                                          | الوضع في قبرص |
| (2018) 2399 | 30 يناير 2018  | 15-0-0                                                          | الوضع في رهو جمهورية افريقيا الوسطى |
| (2018) 2400 | 5 فبراير 2018  | 15-0-0                                                          | تقارير الأمين العام عن السودان وجنوب السودان                                                                                           |